# Valentín de Novoa

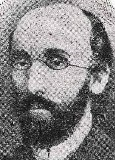
Valentín de Novoa

Valentín de Novoa y González (Orense, 1823 - Ibíd., 29 de octubre de 1895) fue un abogado, periodista y escritor español.

## Biografía
Procedía de una familia orensana distinguida. Era hijo de Vicente Novoa y Antonia González. Estudió Derecho en la Universidad de Santiago de Compostela. Tras quedar huérfano a los veintiún años, daría carrera a sus hermanos, llegando a ser uno de ellos médico mayor en el hospital de Pamplona y el otro registrador de la propiedad de Santander.
Comprometido toda su vida con el carlismo, a partir de la década de 1850 fue redactor del diario La Esperanza dirigido en Madrid por Pedro de la Hoz, en el que realizaría también sus primeros ensayos literarios.
En las elecciones generales para diputados a Cortes de 1865, en que una parte de la nación española se presentó en actitud de oposición al Gobierno como protesta al reconocimiento del reino de Italia que acababa de hacer, formó parte de un comité electoral junto a Carballo y Ramón Rodríguez Estévez. A consecuencia de ello, perdió el cargo que ostentaba como escribano de Hacienda, a pesar de no estar empleado como funcionario del Estado.
Después de la Revolución de 1868 desempeñó el puesto de secretario de la Junta provincial católico-monárquica. Durante el Sexenio Revolucionario publicó en Orense el periódico La Nacionalidad y en 1869 fundó y dirigió en la misma ciudad La Voz del País, que tuvo corta duración. Fue además colaborador de La Regeneración, El Pensamiento Español, Altar y Trono, La Margarita y otros, adquiriendo fama de polemista.
Entre 1871 y 1872 fue el alma del movimiento carlista en la provincia de Orense e intervino en todas las conspiraciones con los generales Feliciano Muñiz, Vicente Sabariegos y Regino Mergeliza. Al estallar la tercera guerra carlista fue desterrado a La Coruña, perdió toda su fortuna y marchó a Estella a la Corte de Don Carlos.
Posteriormente colaboró en el diario La Fé, sucesor de La Esperanza, y en la Revista de Galicia. Cuando se separó del carlismo Ramón Nocedal, fue nombrado presidente de la Junta provincial carlista de Orense, donde en 1892 fundó y sostuvo el periódico La Lealtad, colaborando también con el El Pensamiento Galaico de Santiago de Compostela. Hasta su muerte colaboraría también en El Correo Español, diario en el que en 1891 se había fundido La Fé.
Obtuvo una Secretaria judicial, con cuyos rendimientos sostenía a su familia. En refutación de una serie de artículos de El Imparcial, publicó los folletos sobre el Matrimonio civil, El Jurado, El Divorcio (1884) y el opúsculo Desagravio al P. M. Feijóo. Era además poeta y dejó algunos trabajos de crítica literaria, algunos de ellos dedicados a la obra de Emilia Pardo Bazán. En gallego escribió Resposta ao Rechamo, provocada por el poema de Pintos.

## Obras

### Políticas
- Matrimonio civil
- Desagravio al P. M. Feijóo
- La Libertad de la Iglesia y la libertad anticatólica (1882)
- El Jurado: inconvenientes del tribunal llamado de la conciencia pública, notados por la conciencia imparcial (1883)
- El Divorcio (1884)

### Literarias
- El verdugo de sí mismo
- Infortunio y Caridad
- Dios aprieta pero no ahoga
- Una venganza (en verso)
- El globo de oro (poema)